# 通天乡
通天乡，是一个中华人民共和国四川省南充市营山县下辖乡镇级行政单位。2019年10月，撤销通天乡，将其所属行政区域划归大庙乡管辖。

## 行政区划
通天乡撤销前下辖以下地区：
通天村、三元村、龙滩村、月形村、兰湾村、木罗村、高庙村、新光村、全福村、栀子村、高山村、新庙村和金堂村。